# Bad Boys Blue
A Bad Boys Blue (röviden BBB, későbbi alternatív nevén The Real Bad Boys Blue) 1984-ben, Kölnben alakult multinacionális könnyűzenei együttes. A '80-as és '90-es években olyan, nemzetközileg is sikeres dalaik voltak, mint a "You're a Woman", a "Pretty Young Girl", az "I Wanna Hear Your Heartbeat (Sunday Girl)", és a "Come Back and Stay". Fennállása során a tagok rengetegszer cserélődtek, részben két alapító tag halála, részben pedig kiválások miatt összesen tíz fő volt tagja az együttesnek. Jelenleg  az alapítók közül egyedüliként életben lévő John McInerney az együttes egyetlen tagja és ezzel frontembere.

## Története

### Az 1980-as évek, a kezdetek
Az Bad Boys Blue együttest 1984 nyarán alapította a német zenei producer Tony Hendrik és zeneszerző felesége, Karin van Haaren. Az együttes három tagből állt: a jamaicai Trevor "Supa T" Taylor (aki az alapfelállás frontembere volt), a brit John McInerney és az amerikai Andrew Thomas alkották. Első daluk, az "L.O.V.E. In My Car" nem bizonyult nagy sikernek, de következő kislemezük, mely a "You're a Woman" címet kapta sikeres lett, sok országban a zenei listák első 10 helyének egyikét szerezve meg.
Az együttes nagy népszerűségre tett szert Kelet-Európában és Dél-Afrikában, különösen Oroszországban és Ukrajnában, ahol telt házas koncerteket adtak. Ehhez képest az Egyesült Királyságban soha nem voltak túlságosan népszerűek, mindössze két daluk, a "Save Your Love" (1993) és a "Luv 4 U" (1994) került fel a brit zenei listákra. Ezek a számok olyan albumokról voltak, amelyek az Amerikai Egyesült Államokban is megjelentek: a Bad Boys Blue (1993) és a To Blue Horizons (1994).

### Az 1990-es évek
A 80-as évek végétől kezdődően a csapat felállása többször változott. 1988-ban, egy évvel azután, hogy elvesztette frontemberi pozícióját, Trevor Taylor kilépett az együttesből. Egy kérésnek eleget téve egy év múlva még ideiglenesen újra összeállt a csapattal, hogy elkészítsék a "Hungry for Love" című kislemezt, amely a zenekar első válogatásalbumán, a Bad Boys Best-en szerepelt. Trevor Taylor kiválása a csapatból egyet jelentett John McInerney "előléptetésével" a csapat frontemberévé. Taylor helyére Trevor Bannister érkezett (született 1965. augusztus 5-én az Egyesült Királyság-beli Grimsby-ben), akinek fő feladata az volt, hogy Taylor sorait énekelje el az élő koncertek alkalmával. Ebben az időben kezdett el az együttes koncertkörutakat tenni Kelet-Európában, még nagyobb népszerűségre téve szert. Bannister azonban 1993-ban kivált az együttesből, a két megmaradt alapító tag így egy ideig duóként működött tovább. Dél-Afrikai turnéjuk során csatlakozott hozzájuk Owen Standing, aki röviddel ezután el is hagyta a csapatot, így nem tekinthető hivatalosan az együttes tagjának. 1995-ben a több területen is tehetséges Irmo Russel (született 1956. március 15-én Arubán) lépett be a zenekarba, aki amellett hogy elfoglalta Bannister helyét, felpezsdítette a csapat zenei hangzásvilágát is, mint zeneszerző és producer, néha az együttes frontemberi szerepét is magára vállalta. 1999 végén Kevin McCoy (művésznevén JoJo Max) lépett Irmo Russel helyére (McCoy már 1998 óta a csapat rappere volt), de ő is kilépett a együttesből, s így 2003-ban a Bad Boys Blue ismét duó maradt. 2005-ben azonban ismét tagja lett a zenekarnak.

### A 2000-es évek
2005-ben McInerney és Thomas viszonya megromlott, és útjaik különváltak. Thomas egy amerikai verzióját alakította ki a Bad Boys Bluenak, The Real Bad Boys Blue néven, ahol Kevin McCoy lett a zenei producer és új énekest is kapott a csapat a (csupán névrokon) Herb McCoy személyében. Új előadásaik az eredeti slágerek teljesen playback verziói voltak, amik az eredeti zenei anyagon, McInerney fő vokáljain és ideiglenesen felfogadott háttérénekeseken alapultak.
John McInerney továbbra is Bad Boys Blue néven lépett fel; először egyedül énekelt háttérénekesek segítségével, de a következő évben csatlakozott hozzá Carlos Ferreira (született 1969. április 11-én Mozambikban), és az akkoriban már Egyesült Királyság székhelyű páros új albumon kezdett dolgozni a francia producerekkel, az MS Projecttel.
2008. január 19-én, 50 éves korában, kölni otthonában szívinfarktus következtében elhunyt Trevor Taylor, az együttes első frontembere.
A Bad Boys Blue 2008 májusában egy teljesen új albumot adott ki Heart & Soul címmel, amely 13 vadonatúj dalt tartalmazott. Ezt fokozták még két maxi megjelentetésével: "Still in Love" és "Queen of my Dreams". 2009 májusában a csapat folytatta a munkát eredeti kiadójukkal, a Coconut Musiccal, miközben a jelenlegi produceri csapattal is dolgoztak együtt.
2008 júniusában a The Real Bad Boys Blue jelentős személyi változáson ment keresztül. A zenekar két részre szakadt, amikor Herb McCoy kivált a csapatból, és szólókarrierbe kezdett, saját néven, sokszor a Bad Boys Blue dalok saját maga által átírt változatait adva elő. Az eredeti, még meglévő duónak Kevin McCoy lett a frontembere, és egy új taggal, Jeremy Cumminssal lett gazdagabb a csapat. Ez a felállás számos dalt rögzített, ezek mindegyikét Kevin McCoy énekelte.
2009. június 19-én a Coconut Music/Sony Music kiadott egy különleges remixalbumot Rarities Remixed cím alatt. Az album számos régi sláger modern verzióját tartalmazta.
Egy hónappal később, 2009. július 21-én 63 éves korában Andrew Thomas Kölnben elhunyt. Így John McInerney maradt az egyetlen élő tagja az első, eredeti Bad Boys Blue-felállásnak. 2009. október 30-án a Coconut Music/Sony BMG kiadott egy különleges válogatásalbumot Unforgettable (magyarul Feledhetetlen) címmel, mellyel a két elhunyt alapító tagra, Trevor Taylorra és Andrew Thomasra emlékeztek.

### A 2010-es évek, napjaink
2010. augusztus 13-án a Coconut Music/Modern Romantics Productions/Sony Music kiadott egy évfordulós lemezt, melynek címe "Come Back And Stay Re-Recorded 2010" volt, és remixeket tartalmazott olyan producerektől, mint az MS Project, Alex Twister, Spinnin Elements és Almighty. 2010. augusztus 27-én a fentebbi kiadók kiadták a “25” névre keresztelt ünnepi albumot, amely nem kevesebb mint 25 újonnan felvett nagy slágerüket, 7 vadonatúj remixet és egy bónusz DVD-t tartalmazott.
2011 szeptemberében John McInerney és Carlos Ferreira útjai is különváltak. Egy hónap múlva, 2011 októberében csatlakozott a megmaradt csapathoz Kenny "Krayzee" Lewis, aki olyan előadókkal dolgozott együtt korábban, mint C. C. Catch, Touché, és Mark 'Oh. Még a 2011-es év végén John úgy döntött, befejezi a munkát "Krayzee"-vel.
2012. szeptember 21-én a Coconut Music kiadott egy DVD-t Live On TV címmel.
2013 decemberében a Bad Boys Blue hivatalos Facebook oldalán bejelentették hogy új albumon dolgoznak. Néhány dalt már felvettek, és 2014 elejére időzítették a bemutatójukat. A zeneszerzők között vannak olyanok, mint Pawel Marciniak, Mattias Canerstam és Johann Perrier.
2015 júniusában a Bad Boys Blue új nagylemezt jelentetett meg 30 címmel. A válogatásalbum négy új kiadatlan dalt tartalmaz, valamint számos régebbi dal újrakevert verzióját.
2023 augusztusában a Bad Boys Blue amerikai turnéra indult és az Egyesült Államok több nagyvárosában Samantha Fox-szal és Boney M.-vel együtt adott koncerteket. Felléptek Bostonban, Los Angelesben, Chicagóban, New Yorkban és San Joséban is.

## Diszkográfia

### Stúdióalbumok
- 1985: Hot Girls, Bad Boys
- 1986: Heart Beat
- 1987: Love Is No Crime
- 1988: My Blue World
- 1989: The Fifth
- 1990: Game Of Love
- 1991: House Of Silence
- 1992: Totally
- 1993: Kiss
- 1994: To Blue Horizons
- 1996: Bang Bang Bang
- 1998: Back
- 1999: ...Continued
- 1999: Follow The Light
- 2000: Tonite
- 2003: Around the World
- 2008: Heart & Soul
- 2010: 25 (The 25th Anniversary Album)
- 2015: 30
- 2018: Heart & Soul (Recharged)
- 2020: Tears Turning to Ice

### DVD-k
- 2005: Bad Boys Best 1985-2005
- 2007: Bad Boys Best Videos
- 2012: Live On TV

### VHS-ek
- 1990: Bad Boys Best
- 1993: Love Overload (Intercord)
- 1998: Bad Boys Best'98

## Fordítás
- Ez a szócikk részben vagy egészben  a   Bad Boys Blue című angol Wikipédia-szócikk fordításán alapul.  Az eredeti cikk szerkesztőit annak laptörténete sorolja fel. Ez a jelzés csupán a megfogalmazás eredetét és a szerzői jogokat jelzi, nem szolgál a cikkben szereplő információk forrásmegjelöléseként.